# Анселмо Лорензо
Анселмо Лорензо (шп. Anselmo Lorenzo; Толедо, 21. април 1841 — Барселона, 30. новембар 1914) шпански политичар, активиста Прве интернационале и њене Шпанске секције. Вођа анархистичке струје у радничком покрету, публициста, писац бројних дела социјалистичке литературе.